# Горажде
Горажде је градско насеље и сједиште истоименог града у источном дијелу Федерације Босне и Херцеговине, са око 21 хиљадом становника, углавном Бошњака (Муслимана). То је и главни град Босанско-подрињског кантона.

## Географија
Град се налази на надморској висини од 345 метара, у горњем току реке Дрина која овде одступа од свог генералног правца ка северу и тече према североистоку. Горажде је окружено шумовитим брдима и планинама. Врх Сјенокос у близини града висок је 960 метара. Нешто даље ка западу је врх Оштро, висине 1.016 метара, који припада планини Јахорини.
Подручје општине је природно средиште Горње-дринске регије између Фоче, Чајнича, Рогатице, Пала, Рудог и Вишеграда. Овај брдско - планински крај одликује се благом климом са доста падавина током целе године. Пашњаци и ливаде су погодне за сточарство, а долине и благе падине уз Дрину, Шталу и Подграњенску реку, Осаницу и Оцку пружају добре услове за ратарство и воћарство.

## Историја

### Средњи вијек
У средњем вијеку Горажде је било живо и знаменито мјесто, а кроз њега је водио пут за Пљевља.  Припадао је тадашњој жупи Будимље. Као трговачко средиште и градско насеље Горажде се помиње 1379. године. Као утврђени град Горажде се помиње 1444. године.  Близу Горажда налазио се град Сандаљa Хранићa Самобор који је данас у саставу општине Ново Горажде. Трг Горажде био је својина Сандаља Хранића.  Поред Горажда на Дрини налазио се камени мост који је 1568. саградио будимcки паша Мустафа.  Овде је у 16. вијеку постојала Горажданска штампарија. Ту је 1521. године штампан Гораждански псалтир.

### Први светски рат
У Првом светском рату, црногорске трупе заузеле су Горажде 15. септембра 1914. године.
Између два рата, Горажде је део Сарајевске области, у оквиру Чајничког среза (1923-29), затим је у оквиру Дринске бановине (до 1941). У Горажду је 1938. основана Воћарска станица, прва у земљи.

## Становништво
|                      | 2013.           | 1991.           | 1981.           | 1971.           |
| Укупно               | 11 806 (100,0%) | 16 273 (100,0%) | 13 022 (100,0%) | 9 482 (100,0%)  |
| Бошњаци              | 11 065 (93,72%) | 9 568 (58,80%)1 | 6 746 (51,80%)1 | 5 266 (55,54%)1 |
| Срби                 | 392 (3,320%)    | 5 584 (34,31%)  | 4 376 (33,60%)  | 3 675 (38,76%)  |
| Босанци              | 124 (1,050%)    | –               | –               | –               |
| Неизјашњени          | 60 (0,508%)     | –               | –               | –               |
| Муслимани            | 56 (0,474%)     | –               | –               | –               |
| Остали               | 28 (0,237%)     | 396 (2,433%)    | 83 (0,637%)     | 55 (0,580%)     |
| Босанци и Херцеговци | 27 (0,229%)     | –               | –               | –               |
| Хрвати               | 20 (0,169%)     | 62 (0,381%)     | 75 (0,576%)     | 133 (1,403%)    |
| Албанци              | 12 (0,102%)     | –               | 23 (0,177%)     | 17 (0,179%)     |
| Југословени          | 7 (0,059%)      | 663 (4,074%)    | 1 495 (11,48%)  | 100 (1,055%)    |
| Непознато            | 6 (0,051%)      | –               | –               | –               |
| Црногорци            | 5 (0,042%)      | –               | 198 (1,521%)    | 212 (2,236%)    |
| Македонци            | 2 (0,017%)      | –               | 13 (0,100%)     | 10 (0,105%)     |
| Словенци             | 2 (0,017%)      | –               | 13 (0,100%)     | 14 (0,148%)     |

1. 1 На пописима од 1971. до 1991. Бошњаци су пописивани углавном као Муслимани.

## Градови побратими
- Метман
- Сесто Сан Ђовани
- Марагхех